# Karlovarská usnesení

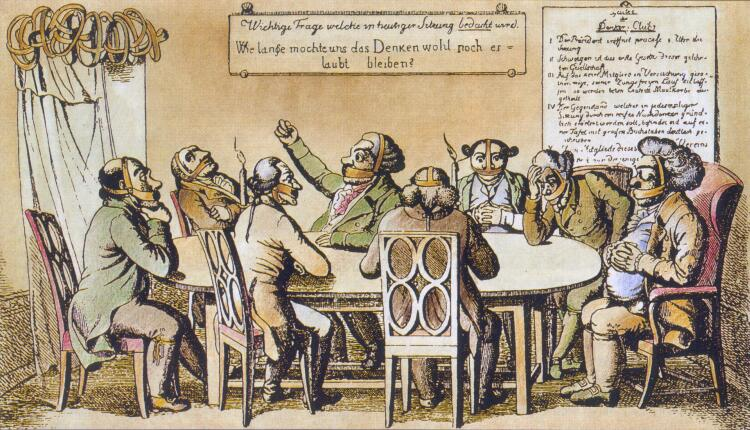
Dobová karikatura: "Jak dlouho nám ještě bude dovoleno myslet?"

Karlovarská usnesení (německy Karlsbader Beschlüsse) byla ustanovení namířená proti liberálním a nacionálním tendencím, zejména proti vlasteneckému hnutí za sjednocení a liberální reformu Německa. Usnesení vzešla z výsledků konference nejvýznamnějších členských států Německého spolku, konané v srpnu 1819 v Karlových Varech. Byla přijata spolkovým sněmem 20. září 1819 ve Frankfurtu nad Mohanem. a zůstala v platnosti až do revolučního roku 1848. 
Záminkou pro vydání represivních opatření byla vražda populárního a konzervativního spisovatele Augusta von Kotzebue, kterého v Mannheimu ubodal fanatický buršák, nacionalistický student Karl Ludwig Sand. Bezprostřední záminkou však byly antisemitské bouře a pogromy proti Židům ve Frankfurtu nad Mohanem, tzv. Hep-Hep nepokoje, které vypukly na počátku srpna roku 1819 a rozšířily se do mnoha zejména pruských a severoněmeckých měst. Nepokoje a násilnosti vyjadřovaly hlavně obavy menších obchodníků a řemeslníků, kteří se obávali konkurence nedávno zrovnoprávněných Židů, a někde se k nim přidali také studenti. Jejich antisemitismus však nebyl rasový, nýbrž náboženský a sociální. Na univerzity byli podle Karlovarských usnesení dosazeni vládní zmocněnci k dohledu a k odstranění opozičních učitelů, studentské spolky (tzv. buršácké spolky) byly zakázány a jejich členové vylučováni z univerzit. Tiskový zákon zaváděl cenzuru, zakazoval vydávání politických spisů a potlačoval demokratické politické projevy.